# Papuasi

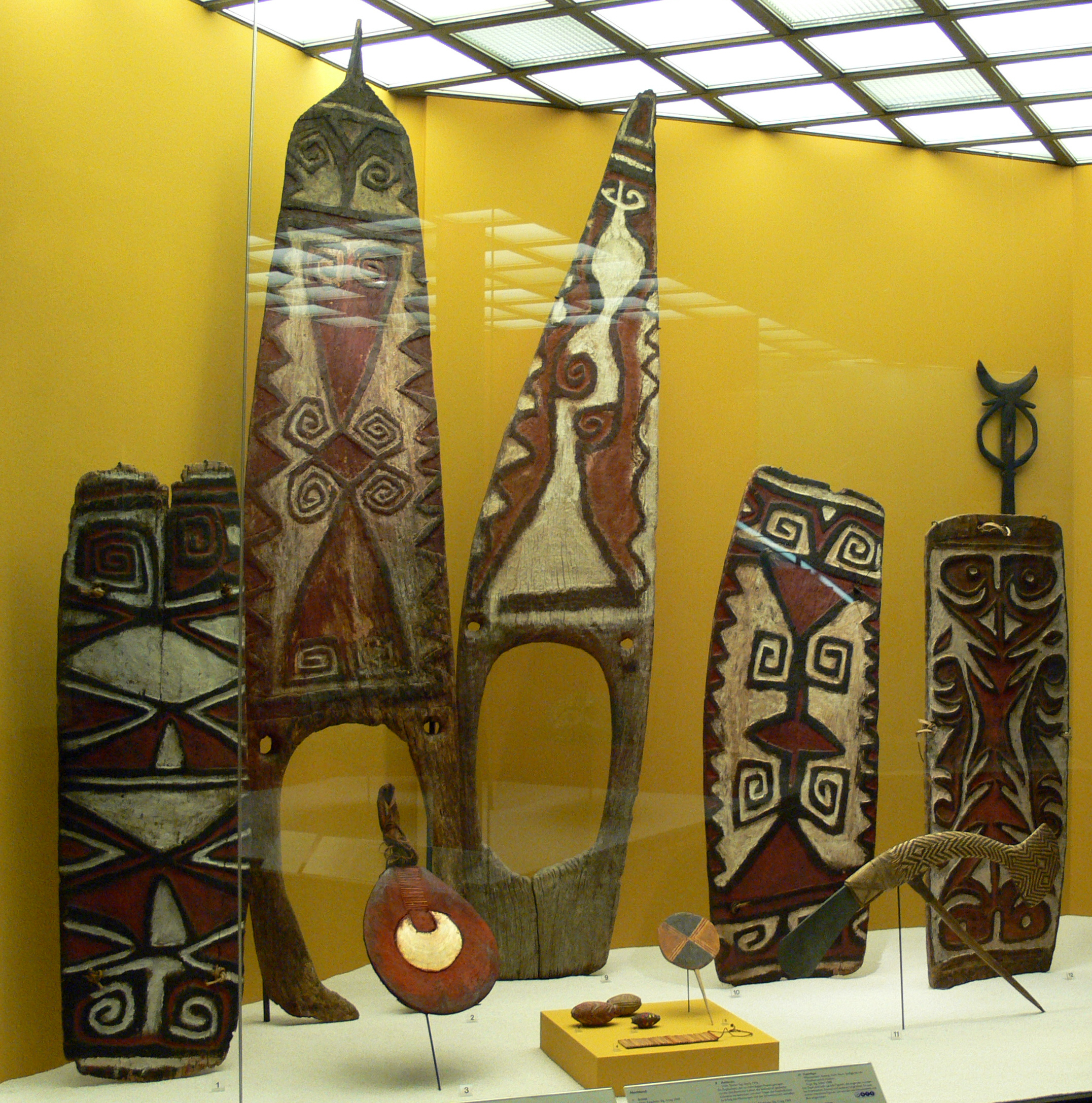
Papuaskie tarcze

Papuasi (indonez./malajski papuwa „kędzierzawy”) – autochtoniczna ludność Nowej Gwinei, pierwotna kultura materialna (przed kontaktem z Europejczykami nie znali pisma, posługiwali się kamiennymi narzędziami). Zasiedlili Nową Gwineę i północno-zachodnią Melanezję ok. 20–25 tys. lat temu. Jest to ludność czarnoskóra australoidalna. Charakteryzują się wełniastymi włosami, czarnymi lub rudymi, oraz sklepionym nosem. Posługują się silnie zróżnicowanymi językami papuaskimi, częściowo językami austronezyjskimi, a także szeregiem języków kontaktowych (w tym kreolskich), m.in. tok pisin i hiri motu (Papua-Nowa Gwinea) oraz malajskim papuaskim i lokalnym indonezyjskim (zachodnia część Nowej Gwinei). W użyciu są również języki angielski i standardowy indonezyjski, aczkolwiek w ograniczonym zakresie.
Papuasi należą do ludności melanezyjskiej. Ich liczebność wynosi ok. 4,8 mln. Stanowią 84% ludności Papui-Nowej Gwinei (1983). Melanezyjczycy oprócz Nowej Gwinei zamieszkują także inne regiony Oceanii (Nauru, Wyspy Salomona, Vanuatu, Fidżi), wschodnią Indonezję oraz Timor Wschodni. Część badaczy oddziela Papuasów z Nowej Gwinei od wyspiarskich Melanezyjczyków, przede wszystkim ze względu na różnice językowe. Do najliczniejszych ludów papuaskich należą m.in.: Enga (195 tys.), Chimbu (142 tys.), Medlpa (101 tys.), Kamano (64 tys.), Huli (90 tys.), Ekari (100 tys.).
Papuasi zajmują się przede wszystkim rolnictwem (palma kokosowa, banany, taro, pochrzyn, bataty). Łowiectwo i zbieractwo mają drugorzędne znaczenie. Istotną rolę odgrywa hodowla świń, a na obszarach przybrzeżnych – rybołówstwo.
Tradycyjne wierzenia to kult przodków, magia, totemizm. Do niedawna wśród Papuasów praktykowany był kanibalizm wywołujący kuru. Dawne wierzenia zostały w dużej mierze wyparte przez chrześcijaństwo, rozprzestrzeniane od XIX wieku przez misjonarzy.
W lingwistyce pod określeniem „języki papuaskie” rozumie się języki zachodniego Pacyfiku, które nie dają się zakwalifikować jako austronezyjskie. Jest to ujęcie geograficzne właściwe dla językoznawstwa, o odmiennym zakresie znaczeniowym niż etnograficzny termin „Papuasi”. W znaczeniu etnograficznym ludność papuaską utożsamia się z rdzennymi mieszkańcami Nowej Gwinei. Niekiedy jednak pod pojęcie Papuasów podkłada się ogólniejszą treść, określając tym mianem również ludność Moluków (konkretnie północnej Halmahery) czy też wysp Alor, Pantar i Timor. O ile wiele spośród tych grup komunikuje się w językach papuaskich, to nie wszystkie z nich wykazują papuaskie cechy antropologiczne, a często są też odrębne kulturowo od mieszkańców Nowej Gwinei. Wynika to ze złożonej historii osadnictwa ludzkiego w regionie i wpływu wielowiekowych małżeństw mieszanych. Według badań genetycznych z XXI wieku zarówno Papuasi, jak i Aborygeni australijscy są bezpośrednimi potomkami społeczności, która jako pierwsza opuściła Afrykę.